# Tyto soumagnei
Il barbagianni del Madagascar (Tyto soumagnei A.Grandidier, 1878) è un uccello della famiglia Tytonidae, endemico del Madagascar.

## Descrizione

### Aspetto
È un barbagianni relativamente piccolo. Il piumaggio va da un giallo-ocra ad un arancione-ocra con sopra di esse varie macchie nerastre, il disegno bianco facciale è a forma di cuore con i bordi scuri e presenta delle sbiadite macchie marroni sotto il contorno inferiore degli occhi e alla base del becco. L'addome si presenta color ocra con le piume disordinate aventi sempre dei puntini neri. Gli artigli sono possenti.

### Dimensioni
Complessivamente raggiunge un'altezza di circa 27,5 cm, ha un'apertura alare di 190 - 220 mm e la coda è lunga 93 – 120 mm. Il maschio è più piccolo della femmina, difatti il primo ha un peso di circa 320 g e la seconda di 430 g.

## Biologia

### Canto
Il canto del barbagianni del Madagascar è poco conosciuto. Emettono un cheerroorr, un rumoroso stridio sibilante della durata di circa 1 secondo e mezzo, simile a quello del comune barbagianni, ma più vigoroso e tendente dal mezzo del grido al grave. In aggiunta, canti come wok-wok-wok sono considerati gridi di allarme.

### Alimentazione
Si nutre prevalentemente di piccoli mammiferi (in particolare una delle sue prede preferite è il ratto malgascio Eliurus antsingy), ma anche di rane, gechi e insetti.

### Riproduzione
Nidifica nelle cavità naturali degli alberi nella stagione invernale e i pulli rimangono nelle vicinanze del nido per circa 4 mesi.
Il primo nido descritto di questa specie, fu individuato nel 1995 all'interno di una cavità del tronco di un isolato albero di Weinmannia spp., ad una altezza di 23 m dal terreno.

### Spostamenti
Non si sa molto, ma apparentemente è stanziale.

## Distribuzione e habitat
La presenza di Tyto soumagnei è storicamente segnalata in un'area del Madagascar orientale che si estende dal Parco nazionale della Montagna d'Ambra a nord sino al Parco nazionale di Andasibe-Mantadia al centro. Più recentemente vi sono state segnalazioni che spostano i confini dell'areale della specie sino all'estremità sud-orientale dell'isola, rendendolo ben più ampio di quanto ritenuto in passato.

Il suo habitat tipico è la foresta pluviale sempreverde, dal livello del mare sino a 2000 m di altitudine, ma è stato segnalato anche in aree di foresta decidua secca.

## Conservazione
Classificata in passato dalla IUCN Red List come specie in pericolo di estinzione (Endangered), il suo stato di conservazione è stato recentemente declassato a Vulnerabile, in virtù di un areale di dimensioni maggiori di quanto erroneamente ritenuto in passato.
Parte del suo areale ricade all'interno di aree naturali protette quali il Parco nazionale di Andasibe-Mantadia, la Riserva speciale di Marotandrano, il Parco nazionale di Masoala, il Parco nazionale della Montagna d'Ambra, la Riserva naturale integrale dello Tsaratanana e il Parco nazionale di Zahamena.
La specie è inclusa nella Appendice I della Convention on International Trade of Endangered Species (CITES)
Ha una popolazione stimata tra i 1000 ed i 2500 esemplari.